# Koleba (Masyw Śnieżnika)
Koleba (niem. Kolbeberg) - dwuwierzchołkowe wzniesienie 620, 610 m n.p.m. w południowo-zachodniej Polsce, w Sudetach Wschodnich, w Masywie Śnieżnika - Krowiarkach.

## Położenie i charakterystyka
Dwuwierzchołkowe wzniesienie położone w Sudetach Wschodnich, w północno-zachodniej części Masywu Śnieżnika, w północno-zachodnim grzbiecie odchodzącym od Śnieżnika, w północnej części Krowiarek, około 1,5 km, na południe od miejscowości Trzebieszowice. Położone jest w bocznym grzbiecie Krowiarek odchodzącym na północny wschód od Różanki. Od Koleby odchodzi kilka krótkich odnóg ku północnemu zachodowi, północy, północnemu wschodowi i wschodowi, pooddzielanych niewielkimi dolinkami. W północno-zachodnim wznosi się Prosta.

## Budowa geologiczna
Wzniesienie zbudowane ze skał metamorficznych, głównie łupków łyszczykowych serii strońskiej, należących do metamorfiku Lądka i Śnieżnika.

## Roślinność
Wzniesienie w większości porastają lasy świerkowe i mieszane, niżej rozpościerają się pola i łąki.